# Generativna umetnost
Generativna umetnost je pojava u savremene umetnosti koja ne pripada samostalno nekom umetničkom pokretu ili pravcu, dok se bliže može odrediti kao način na koji se formira vizuelna poruka. Ona se odnosi na praksu-proces gde umetnik koristi kod, mašinu, sistem, softverski program, algoritme itd. gde sa određenom dozom autonomije ispoljava svoju ideju.

## Karakteristike
Generativna umetnost koristi matematički, kompjuterski itd. sistem kao metod proizvodnje formulisanja vizuelne poruke. Funkcionisanje sistema se umnogome oslanja na razne naučne teorije. Tako generativna umetnost teži da kroz softver ,kao alat, prikaže rad koji teži estetici. Umetnik obično postavi određena pravila ili formule, šablone materijala, I onda postavlja slučajne ili polu-slučajne principe da rade na tim elementima. Ideja o postavljanju umetničkog procesa u prostor pre generisanog dela je glavna funkcija generativne umetnosti.
Generativna umetnost se takođe razvija u realnom vremenu primenom povratne informacije I generativnih procesa u njihovom sopstvenom okruženju. Stoga ovo delo nikad ne može biti izvodljivo na isti način. Ovakav ovakav način vizuelne reprezentacije određenih sistemskih formula možemo primetiti i u VJ kulturi.

## Istorija
Generativna umetnost se po rečima Philipa Galantera:
može pratiti od početka umetnosti. Još od početka u umetnosti su vidni određeni principi, sheme načina izvođenja umetnikove ideje. To se vidi u šarama islamske umetnosti, načinima građenja itd. Generativni principi su svuda oko nas pa i u prirodi, floralni i biomorfni oblici. Od 1960. god. počinje razvoj apstraktne generativne umetnosti koja se bazira na kompjuterskom sistemu. Umetnici kao Vazareli, Levit, Rajli su doprineli njenom daljem razvoju. Do danas generativna umetnost – praksa (način ili process) se koristi u mnogim oblastima umetnosti. Veoma interesantan doprinos ima u muzici.

## Primeri
Principe generativne umetnosti koristili su mnogi raniji umetnici kao Džon Kejdž, Brajan Ino, V.A. Mocart, Hanse Hake, Serđo Maltaljati, Sol Levit i mnogi drugi. Tako se ovi principi prožimaju kroz različite oblasti umetnosti, od muzike, slike, instalacije, do arhitekture i dalje.

## Aktuelni umetnici
Mnogo je umetnika koji su aktuelni i dobro poznati po svom radu kad je u pitanju generativna umetnost. S obzirom na njenu rasprostrenjenost u raznim oblastima ona se konstantno menja i usavršava. Jedni od najznačajnijih su:
- Filip Galanter – radi sa fizičkim generativnim sistemima, analognim i digitalnim videom , instalacijama i printovima
- Marius Vac – osnovao je GeneratorX, blog koji prati sva aktuelna dešavanja koja se tiču dizajna, ditalne umetnosti, softverskih procesa, generativne umetnosti i kreativne upotrebe koda. On je umetnik koji svoj rad bazira na kompjuterkom kodu istražujući virtuelni prostor koji je definisan po kompjuterskom sistemu.
- C.E.B. Rens – osnivač programskog jezika Processing. On se bavi statičnim slikama kodovima i programskim jezicima kako bi ispoljio svoje ideje o mapiranju.
- Tu su i Endi Deckas, Eno Henze, M. Mor, Takmi Ikeda, i dr.

## Programi
- – programski jezik koji stvara printove, animacije…
- – pravi crteže koristeći se algoritmima
- – koristi fontove da bi stvorio sliku
- – softverski sistem za pravljenje slika koje su nastale pod određenim pravilima.

## Spoljašnje veze
- Generator.x. A conference and exhibition on software and generative strategies in art and design.
- Generative Art International Conference. A yearly event in Milan, Italy.
- generative.net. A collaborative collection of artworks, research and experiments.
- processing.org. Open source software used to create artwork based on algorithms.
- Playing with Time. A conversation between Will Wright and Brian Eno on generative creation.
- Logic and Evolution in Computing by Emmanuel Ruffo. A simple evolutionary network system based on natural and physical systems.